# Igreja Sagrada Família
A Igreja Sagrada Família é a igreja matriz  do municipío de Santa Leopoldina, no Espírito Santo. Foi construída em 1911, no topo de uma colina em torno do vale do Rio Santa Maria, que circunda a localidade. Por esse motivo, pode ser vista de vários locais da cidade. 

## História
A Igreja Sagrada Família começou a ser construída em 1893, sendo terminada em 1911. Sucedeu a Igreja do Tirol como paróquia do município então conhecido como Cachoeiro de Santa Leopoldina. O local de construção foi um terreno doado pelo governo municipal, no qual havia antes uma pequena capela dedicada a Nossa Senhora do Patrocínio. Essa capela, por sua vez, havia sido construída em 1856. Antes da Sagrada Família se tornar a igreja matriz, a Igreja do Tirol cumpria essa função.
As pinturas parietais da Igreja Sagrada Família foram feitas entre os anos de 1928 e 1929, pelos irmãos verbitas Germano Franz Speckemeir e Adalberto Karl Inhetvin.

## Pinturas parietais
Na Igreja Sagrada Família, as pinturas das paredes são os elementos de destaque da decoração. Os motivos das pinturas são, no geral, representativos de flores e plantas, especialmente lírios, mas também trevos, videira e acanto, bem como espigas de milho.

Uma interpretação possível da simbologia das pinturas é a evocação da fugacidade das coisas: da possibilidade do gozo da vida e, simultaneamente, da constante presença da morte.